# Rahnābād
Rahnābād (persiska: رهن آباد, Dehnābād) är en ort i Iran.   Den ligger i provinsen Kerman, i den centrala delen av landet, 700 km sydost om huvudstaden Teheran. Rahnābād ligger 1 469 meter över havet och antalet invånare är 537.
Terrängen runt Rahnābād är platt. Runt Rahnābād är det ganska glesbefolkat, med 42 invånare per kvadratkilometer. Närmaste större samhälle är Rafsanjān, 13,2 km öster om Rahnābād. Trakten runt Rahnābād är ofruktbar med lite eller ingen växtlighet.